# Xenomyia pseudolispe
Xenomyia pseudolispe är en tvåvingeart som beskrevs av Fritz Isidore van Emden 1951. Xenomyia pseudolispe ingår i släktet Xenomyia och familjen husflugor.
Artens utbredningsområde är Kenya. Inga underarter finns listade i Catalogue of Life.